# Blagaj (Kupres, BiH)
Blagaj je naseljeno mjesto u općini Kupres, Federacija Bosne i Hercegovine, BiH.

## Stanovništvo

### 1991.
Nacionalni sastav stanovništva 1991. godine, bio je sljedeći:
ukupno: 209
- Srbi - 207 (99,04%)
- Jugoslaveni - 1 (0,48%)
- ostali, neopredijeljeni i nepoznato - 1 (0,48%)

### 2013.
Nacionalni sastav stanovništva 2013. godine, bio je sljedeći:
ukupno: 48
- Srbi - 48 (100%)